# Burgstall Arth
Der Burgstall Arth bezeichnet eine abgegangene Burg im Bereich der Ortskirche von Arth, einem Ortsteil der niederbayerischen Gemeinde Furth im Landkreis Landshut in Bayern.

## Geschichte
Schenkungsurkunden deuten 814 und 822 auf eine Grundherrschaft in Arth hin. Arth gehörte 1028 zum Kloster St. Emmeram. Details über die Geschichte und Ende der verschwundenen Burg sind unbekannt. Die heutige Kirche wurde 1709/10 errichtet.

## Beschreibung
Die Anlage befand sich auf einem schmalen Geländesporn zwischen dem Further Bach und der Pfettrach. Sie wurde von einem Halsgraben vom Hinterland abgetrennt. Auf der Innenseite des Halsgrabens zog sich bogenförmig ein Schildwall hin, der auf der Westseite doppelt zangenförmig nach innen umbog. Dieser Befestigungsteil ist 1955 beim Neubau einer Scheune völlig eingeebnet worden. Heute wird der Burgstall von der Kirche St. Katharina und weiteren Wohngebäuden eingenommen. Das steil ansteigende, eingeschnittene erste Stück des Kirchweges nach seiner Abzweigung von der Staatsstraße 2049 (Mainburger Straße) könnte im ehemaligen Abschnittsgraben liegen, dessen Fortsetzung möglicherweise könnte unter dem eingetieft liegenden Privathaus Dorfstr 22A liegen.